# El Rodeo (Jalisco)
El Rodeo es una localidad del estado mexicano de Jalisco. Es parte del municipio de Ixtlahuacán de los Membrillos.

## Demografía
| Gráfica de evolución demográfica |
|                                  |

| Censo | Población |
| ----- | --------- |
| 1900  | 133       |
| 1910  | 408       |
| 1921  | 118       |
| 1930  | 209       |
| 1940  | 266       |
| 1950  | 213       |
| 1960  | 354       |
| 1970  | 736       |
| 1980  | 641       |
| 1990  | 1 237     |
| 2000  | 1 275     |
| 2010  | 1 367     |
| 2020  | 1 429     |